# Spronser Rötelspitze
Die Spronser Rötelspitze (italienisch Cima Rosa), auch Algunder Rötelspitze genannt, ist ein 2625 m s.l.m. hoher Berg in Südtirol. Der Hauptgipfel wird auch als Große Rötelspitze bezeichnet, südöstlich vorgelagert ist die 2545 m hohe Kleine Rötelspitze (46° 43′ N, 11° 6′ O).

## Lage und Umgebung
Die Spronser Rötelspitze liegt in der südöstlichen Texelgruppe, einer Gebirgsgruppe der Ötztaler Alpen. Nach Süden hin fällt die Rötelspitze steil zum über 2.000 Meter tiefer gelegenen Talkessel von Meran bei Algund ab. Die Algunder Fraktion Vellau liegt hier auf etwa 1000 m. Nachbarberg im Westen ist, von der Rötelspitze getrennt durch das 2441 m hohe Hochgangschartl, der Tschigat (2998 m). Im Norden erstrecken sich die Spronser Seen im Talschluss von Sprons. Nach Südosten hin zieht ein Grat zur Kleinen Rötelspitze und weiter über das etwa 2200 m hohe Mitterjoch zur 2294 m hohen Mutspitze. Die Spronser Rötelspitze ist Teil des Naturparks Texelgruppe.

## Stützpunkte und Wege
Der Normalweg zum Gipfel führt vom Hochgangschartl über den Westgrat als markierter Steig in etwa einer halben Stunde zum Gipfel. Der Zustieg zum Hochgangschartl ist dabei von Süden über einen versicherten Steig möglich. Als Stützpunkte können das auf 1839 m gelegene Hochganghaus und die Leiteralm (1522 m) oberhalb von Vellau dienen. Auch von Norden von der Spronser Seenplatte kann das Hochgangschartl erreicht werden, Stützpunkte sind hierbei die Oberkaseralm (2131 m) und die Bockerhütte (1700 m). Des Weiteren ist der Anstieg über den Nordgrat möglich.
Im Winter kann die Rötelspitze als Skitour bestiegen werden. Hierbei kann die Route sowohl über die Nordwestflanke als auch über die nordöstliche Seite durch das Kar zwischen Großer und Kleiner Rötelspitze führen.